# Simfonia núm. 6 (Bruckner)
La Simfonia núm. 6 en la major, WAB 106, del compositor austríac Anton Bruckner és una obra en quatre moviments composta entre el 24 de setembre de 1879 i el 3 de setembre de 1881 i dedicada al seu mecenes, Anton van Ölzelt-Newin. Només dos moviments es van interpretar en públic en vida del compositor. Tot i que té moltes característiques pròpies d'una simfonia de Bruckner, és la que més es diferencia de la resta del seu repertori simfònic. Redlich va arribar a citar la manca de trets distintius de l'estil compositiu simfònic de Bruckner a la Sisena Simfonia per la reacció una mica desconcertada tant de partidaris com de crítics.
Segons Robert Simpson, encara que no s'interpreta habitualment i sovint es considera l'aneguet lleig de l'obra simfònica de Bruckner, la simfonia, no obstant això, fa una impressió immediata d'expressivitat rica i individual: "Els seus temes són excepcionalment bonics, la seva harmonia té moments de valentia i subtilesa, la seva instrumentació és la més imaginativa que havia assolit fins llavors, i posseeix un domini de la forma clàssica que potser fins i tot hauria impressionat Brahms".

## Context històric
Quan Bruckner va començar a compondre la Simfonia núm. 6, només s'havien interpretat tres de les seves simfonies. La recent estrena de la Tercera Simfonia havia estat ni més ni menys que desastrosa, rebent una crítica extremadament negativa, encara que no sorprenent, d'Eduard Hanslick, donada la predilecció de Hanslick per les obres de Brahms.
... les seves intencions artístiques són honestes, per estrany que les utilitzi. En comptes d'una crítica, per tant, preferim simplement confessar que no hem entès la seva gegantina simfonia. Tampoc ens van quedar clares les seves intencions poètiques... ni podríem copsar la coherència purament musical. El compositor... va ser rebut amb ànims i va ser consolat amb un aplaudiment animat al final per una fracció del públic que es va quedar fins al final... el Finale, que va superar tots els seus predecessors en estranyeses, només va ser experimentada fins a l'últim extrem per un petit grup d'audaços aventurers.
La composició de la Simfonia núm. 4 va marcar l'inici que alguns anomenen la "Tetralogia Major", les quatre simfonies de Bruckner compostes en claus majors. De fet, aquesta tetralogia va formar part de tota una dècada de la història compositiva de Bruckner dedicada a grans obres escrites en tonalitats majors, fet a destacar tenint en compte que totes les seves simfonies anteriors i obres corals més destacades estaven compostes en tonalitats menors. La composició del seu Quintet de corda i la Sisena Simfonia van marcar l'inici d'un nou període compositiu per a Bruckner dins del regne de la "Tetralogia Major". No obstant això, la Sisena Simfonia té amplis vincles amb la Quarta i la Cinquena Simfonia i es considera que ha estat composta com una resposta reflexiva i humanista als seus dos predecessors simfònics directes. Fins i tot ha estat batejada com la simfonia filosòfica per la crítica per aquest motiu.

## Segells compositius
Les simfonies de Bruckner abasten moltes tècniques, però l'únic segell distintiu de les seves composicions simfòniques és un patró formal singular que va patir molt poca variació al llarg del seu repertori simfònic. De fet, els seus quatre moviments extensos són deutors de l'estructura i el tractament temàtic de les obres tardanes de Beethoven. L'única diversió a gran escala d'aquest esquema formal a la Sisena Simfonia és l'ús de Bruckner de la forma sonata en el segon moviment en comptes de la seva forma ternària a gran escala habitual.
Temàticament parlant, hi ha dues varietats diferents de temes a les simfonies de Bruckner. En primer lloc, hi ha temes que es defineixen clarament en la forma i després hi ha els temes que operen més com a motius amb una durada més curta i una forma més oberta, com és típic de la Sisena Simfonia. Un altre tret temàtic característic de les simfonies de Bruckner és la relació íntima entre els dos moviments exteriors, tot i que normalment hi ha més èmfasi en el contrast temàtic dins del primer moviment. Concretament, l'amplificació de l'⁣exposició del primer moviment consta de dos temes subsidiaris així com el tema primari, que es desenvolupen posteriorment, una tècnica que es considera exclusivament bruckneriana.
Altres característiques que es troben a les simfonies de Bruckner (especialment la Sisena) inclouen el tractament extens de l'⁣acord de setena dominant com a sisena alemanya en una nova tonalitat, l'ús de cadències com a factor decisiu en modulacions atrevides, el tractament dels punts d'orgue com a elements clau de l'harmonia i l'estructura, cadenes de seqüències harmòniques i, sobretot, l'ús extensiu de motius rítmics, especialment el ritme característic de Bruckner, un ritme que consisteix en dues quartes i tres negres, o viceversa. Aquest ritme va dominar la major part de la Quarta Simfonia i va ser pràcticament inexistent a la Cinquena Simfonia, però esdevé un motor a la Sisena Simfonia; les complexitats mètriques generades per aquesta agrupació rítmica única són més pronunciades en el primer moviment de la Sisena Simfonia que en qualsevol de les altres composicions de Bruckner.

## Orquestració
L'⁣orquestració de la Sisena Simfonia compleix amb les tècniques habituals, encara que peculiars, de Bruckner. Així com en les seves altres obres simfòniques, no hi ha marques d'una virtuositat extrema evidents en la partitura i les línies són senzilles. La Sisena Simfonia està escrita per a dues flautes, dos oboès, dos clarinets, dos fagots, quatre trompes, tres trompetes, tres trombons, una tuba baixa, timbales i cordes. Bruckner alterna habitualment entre seccions en solitari i tutti, així com superposant instruments per proporcionar textura i mostrar diferents grups temàtics.

## Formes, temes i anàlisi
La simfonia té quatre moviments:
1. Majestoso (la major)
2. Adagio: Sehr feierlich (fa major)
3. Scherzo: Nicht schnell — Trio: Langsam (la menor)
4. Finale: Bewegt, doch nicht zu schnell (la menor → la major)

### I.Majestoso
Bruckner anomena aquest moviment "Majestoso", no el convencional "Maestoso", probablement del seu llatí (de "Maiestas" - poder sobirà). El moviment, en forma sonata òbvia, s'obre amb el característic 'ritme de Bruckner' interpretat pels violins, tot i que Bruckner és cautelós en mantenir l'atmosfera enigmàtica indicant un arc que es manté a la corda i, per tant, prohibeix que la figura rítmica esdevingui massa viva. A continuació, es pot sentir el tema principal tranquil·lament intens, una paràfrasi del tema principal de la pròpia Simfonia núm. 4 de Bruckner, declarada a les cordes baixes i juxtaposada al ritme palpitant dels violins:
Audio playback is not supported in your browser. You can download the audio file.
La clau és la major quan entra el primer tema; tanmateix, el misteri s'accentua per les notes fora de l'àmbit de la tonalitat la major que apareixen a la línia melòdica, és a dir, els tons sol, si♭ i fa, inflexions napolitanes que tindrà efectes tonals a llarga escala que es materialitzaran més endavant en la simfonia. La contraexposició del tema apareix (compàs 25) en fortissimo, una tècnica clàssica establerta des de feia temps que Bruckner encara no havia utilitzat al principi d'una simfonia.
El segon grup temàtic és més complex que el tema principal. El primer tema d'aquest grup és una melodia confiada als violins en què Bruckner utilitza ritmes mixtos:
Audio playback is not supported in your browser. You can download the audio file.
El segon tema d'aquest grup, un motiu expressiu i líric (compàs 69) s'escolta per primera vegada en re major, seguit de prop per una declaració en fa major i una frase ricament orquestrada en mi major, la dominant de la major original del moviment. El tercer grup de temes, que comença amb una declaració militarista del ritme de Bruckner, ara apareix, seguit de modulacions que acaben en la dominant (mi major) i segueixen la secció de desenvolupament:
Audio playback is not supported in your browser. You can download the audio file.
El desenvolupament és més curt i menys complex del que s'acostuma a trobar en els primers moviments simfònics de Bruckner; tanmateix, juga un paper substancial en l'estructura harmònica global del moviment. Des del primer moment (compàs 159), els violins toquen una inversió del tema principal, tot i que el ritme de Bruckner que l'acompanyava en l'⁣exposició és absent. En canvi, el desenvolupament és impulsat per tot el motiu del triplet que ha aparescut per primera vegada al tercer tema de l'exposició. Harmònicament, el desenvolupament abasta una infinitat de modulacions, travessant bruscament entre mi♭ i la major, aparentment assenyalant el començament de la recapitulació.
L'inici de la recapitulació és, de fet, un clímax, que serveix tant com a final del desenvolupament com l'inici de la recapitulació, marcant la primera vegada en la literatura simfònica que això passa. Si no fos per aquest moment climàtic, es podria tenir problemes per identificar el moment exacte de la recapitulació perquè el retorn de la tònica i el retorn del tema primari no coincideixen (de fet, hi ha 15 compassos entre els dos esdeveniments). En la veritable forma de Bruckner, abasta una completa reafirmació dels grups temàtics de l'exposició i, d'altra manera, no té cap incident, preparant l'escenari per a la coda que Donald Tovey va descriure com un dels passatges més importants de Bruckner. A la coda, Bruckner passa per tot l'espectre de tonalitat, sense deixar cap tonalitat sense suggerir; tanmateix, no estableix cap centre tonal excepte el la major. La frase inicial del primer tema apareix per tot arreu, unida (compàs 345) pel motiu rítmic des del principi. Una exultant declaració final d'aquest tema i la finalització d'una massiva cadència plagal assenyalen el final del primer moviment.

### II.Adagio: Sehr feierlich(molt solemne)
El segon moviment és en forma sonata òbvia, l'únic exemple d'estructura de sonata Adagio en les simfonies de Bruckner, a part de la Simfonia "anul·lada" en re menor i el primer esborrany de l'Adagio de la Primera Simfonia, que data de 1865. Simpson va arribar a descriure el moviment com el disseny de sonata lenta més perfectament realitzat des de l'Adagio de la Sonata Hammerklavier de Beethoven El moviment s'obre amb un tema a les cordes, una cançó d'amor anhelant que s'uneix (compàs 5) a un lament de l'oboè.:
Audio playback is not supported in your browser. You can download the audio file.
Simpson assenyala que les freqüents inflexions napolitanes del primer moviment s'expandeixen aquí, començant amb el si♭ i el fa a la línia melòdica primària que fan natural que el moviment sigui en fa major, encara que l'obertura inicialment suggereix ambiguament si♭menor. Després d'un breu passatge de transició, hi ha una modulació a mi major que marca la introducció del segon tema, una melodia d'amor elevada i sense preocupacions (compàs 25).
Audio playback is not supported in your browser. You can download the audio file.
El tercer tema (compàs 53) és característic d'una marxa fúnebre, combina do menor i la♭major i ofereix un contrast ombrívol amb la cançó d'amor anterior:
Audio playback is not supported in your browser. You can download the audio file.
El ritme puntejat en el seu primer compàs fa recordar el lament de l'oboè de l'inici del moviment. Doernberg va descriure aquest gir trist cap a la major com el tipus de música que Gustav Mahler sempre desitjava aconseguir, citant Bruckner com a precursor de Mahler en aquest sentit.
Hi ha una breu secció de desenvolupament (compàs 69) que inclou la modulació del tema principal així com les inversions del lament de l'oboè. Hi ha una recapitulació dels tres temes (compàs 93), tot i que l'orquestració és diferent, amb l'antic tema del violí (tema principal) que ara apareix a la trompa i, posteriorment, als instruments de vent. El segon tema es recapitula íntegrament en la tònica seguida d'una breu reaparició del tercer tema.
Finalment, una transició sobre un pedal dominant (un segell distintiu de Bruckner) condueix a la coda a la qual Simpson va referir-se com la coda de consolació ben dibuixada que és una de les millors de Bruckner. Al compàs 157 s'escolta l'última declaració del tema primari amb el moviment acabat en la seva tònica, fa major, en un estat de "perfecta serenitat".

### III.Scherzo: Nicht schnell(No ràpid) -Trio: Langsam(lentament)
El tercer moviment en la menor és diferent de qualsevol altre compost per Bruckner; és més lent de l'habitual i el caràcter tens que sovint s'associa amb els seus scherzi és sovint ombrejat i silenciat, tot i que hi ha moviments de brillantor. No obstant això, la característica més destacada és la manca d'un tema scherzo cridaner; en canvi, es troben tres motius rítmics contrastats juxtaposats des del primer moment i units al llarg de la majoria del moviment. Un constant temps de 3/4 està impregnat, una vegada més, per tres triplets, sovint fent l'efecte de 9/8 i creant un sentit de moviment més ampli que és extremadament deliberat, especialment per a un moviment scherzo:
Audio playback is not supported in your browser. You can download the audio file.
Hi ha un cert grau d'ambigüitat harmònica a tot arreu, però res que res comparable amb l'obertura del primer moviment. Una de les característiques més fascinants de l'estructura harmònica és l'evitació per part de Bruckner d'un acord tònic de nota fonamental durant gran part del moviment. Els primers vint compassos del moviment tornen a reposar sobre un pedal dominant i quan finalment el baix es mou al to tònic (la), no és un acord tònic de posició fonamental; en canvi, actua com a fons d'un primer acord d'inversió de fa major (compàs 21).
En el desenvolupament, es veu l'addició d'un nou motiu i harmònicament, la secció se centra al voltant de re♭major, sol♭major i si♭menor, totes les tonalitats estretament relacionades però aïllades de la tònica (la menor). S'arriba a la dominant de la menor (compàs 75) i aquí comença la recapitulació, de nou sobre un pedal dominant. És important tenir en compte que encara no hi ha hagut cap acord fonamental de la menor. Finalment, aquest elusiu acord fonamental de la menor apareix al final de la recapitulació del trio en do major.
El trio lent és a l'estil d'un ländler, una dansa popular austríaca i, segons Williamson, confirma que a les obres de Bruckner, [el trio] és un lloc per a la construcció en to de color com en el moment en què competeixen cordes de trompa i pizzicato sobre la mateixa figura rítmica:
Audio playback is not supported in your browser. You can download the audio file.
De fet, aquest diàleg entre cordes en pizzicato, trompa i instruments de vent-fusta és fonamental per a la textura de tota la secció Trio. Tot i que la tonalitat és do major, hi ha moments d'ambigüitat harmònica, com en els moviments precedents. En un moment (compàs 5), les cordes apunten cap a re♭major mentre que els vents fusta intenten afirmar la♭major citant la inversió del tema principal de la Simfonia núm. 5 que està en la♭major. L'scherzo torna al final del trio, adherint-se a una estructura ternària típica a gran escala.

### IV.Finale: Bewegt, doch nicht zu schnell(Amb moviment, però no massa ràpid)
Watson va caracteritzar el Finale com una afirmació orgànica i constant de la major contra els seus napolitans relatius. No obstant això, aquest moviment de forma sonata comença amb un tema en la menor frigi que torna a subratllar les relacions napolitanes amb la presència evident de la sisena bemoll (l'altura és fa♮):
Audio playback is not supported in your browser. You can download the audio file.
Les trompes i les trompetes s'interrompen amb declaracions en la major (compàs 22), però el tema no es desanima; quatre compassos després tornen a interrompre el tema i aquesta vegada aconsegueixen establir la major (compàs 29). Finalment apareix un segon tema en do major:
Audio playback is not supported in your browser. You can download the audio file.
A continuació hi ha un tercer tema (compàs 125) que es deriva del lament de l'oboè del segon moviment:
Audio playback is not supported in your browser. You can download the audio file.
Durant la secció de desenvolupament, la música continua modulant-se a través d'una varietat de tonalitats principals, incloent-hi fa major, mi♭major i mi major fins que finalment torna a la tònica la major (compàs 245), considerada com l'inici de la recapitulació.
La Coda torna a abastar un ampli ventall de tonalitats i juxtaposa el tema principal amb el tema principal del primer moviment. Una declaració massiva final de la major s'afirma (compàs 397) aparentment del no-res, encarnant la sorprenent habilitat de Bruckner per establir la tònica sense cap mena de dubte i sense el tipus de preparació que normalment s'esperaria. Aquest moviment no té ni pretenia tenir el gran impacte del Finale de la Cinquena Simfonia, però és infinitament més refinat que el Finale de la seva Quarta Simfonia. Segons Watson, la conclusió victoriosa de la recerca de Bruckner d'una forma final nova i ideal se celebrarà a la seva Vuitena Simfonia, però el desenvolupament de la Sisena Simfonia és una fita eminent i profundament satisfactòria en aquesta marxa triomfal.

## Revisions i edicions
Aquesta és l'única simfonia de Bruckner exempta de qualsevol revisió per part del compositor. La Cinquena, la Sisena i la Setena representen el període de confiança de Bruckner com a compositor i, juntament amb la Novena inacabada, són el grup de simfonies que no va revisar àmpliament.
La Sisena es va publicar per primera vegada el 1899, una tasca supervisada per l'antic alumne de Bruckner Cyrill Hynais. Aquesta edició va incloure canvis d'uns minuts respecte a l'original de Bruckner, inclosa la repetició de la segona meitat del Trio en el tercer moviment.
La següent edició no va aparèixer fins al 1935, de Robert Haas sota els auspicis de l'Internationale Bruckner-Gesellschaft. El 1952 Leopold Nowak, que es va fer càrrec de la feina de Haas, va publicar una edició que era una rèplica de la partitura original de Bruckner de 1881. El 1986 l'IBG va emetre una "auditoria" dels esforços d'Hynais, Haas i Nowak, i el 1997 va tornar a publicar la Nowak.
Una altra edició va ser publicada per Benjamin-Gunnar Cohrs per a Anton Bruckner Urtext Gesamtausgabe el 2015.
La versió de la Sisena interpretada sota la direcció de Mahler per a l'estrena de 1899 no es va publicar mai; Mahler havia fet canvis substancials a tota la partitura abans d'aquella actuació, per descomptat sense l'autorització del difunt Bruckner. També existeix una edició no autèntica de Franz Schalk.

## Recepció crítica i cultural
La crítica a la Simfonia núm. 6 de Bruckner és semblant a la resposta crítica que havien rebut les seves simfonies anteriors. Mentre que Bruckner considerava que la seva Sisena Simfonia era la seva "simfonia més atrevida", en general no es tenia en gran consideració. En termes d'interpretació, la sisena simfonia també ha tingut la pitjor sort, ja que la gran majoria de directors ignoren les marques de temps específiques de Bruckner i desequilibren la balancejada planificació dels moviments. Un crític de 2004 de The Musical Times es va referir als moviments interiors d'aquesta simfonia com "defectuosos però prou atractius" i va batejar els moviments exteriors com "pesats".

Hanslick, com és habitual, va ser sens dubte el crític més dur de tots. Una vegada se'l va citar dient: "Qui vull destruir serà destruït", i Bruckner sembla haver estat un objectiu principal. Després d'escoltar l'actuació de 1883 dels moviments mitjans de la Sisena Simfonia, Hanslick va escriure:
Personalment m'ha fet cada vegada més difícil aconseguir una relació adequada amb aquestes composicions peculiars en què moments intel·ligents, originals i fins i tot inspirats s'alternen sovint sense connexió reconeixible amb tòpics poc comprensibles, trossos buits i avorrits, allargats al llarg d'una longitud tan imparable que amenacen amb deixar sense aire tant als músics com als oients.
Aquí, Hanslick va tocar la queixa més comuna sobre l'escriptura simfònica de Bruckner: el viatge aparentment interminable cap a una conclusió del pensament musical. Dyneley Hussey va criticar la Sisena Simfonia en una ressenya de 1957 per a The Musical Times i va arribar a les mateixes conclusions mig segle després, escrivint:
La seva tendència més fastigosa és la seva manera de parar-se bruscament a intervals freqüents, i després reiniciar l'argument tot d'una de nou... Es té la impressió... que estem travessant una ciutat amb innumerables semàfors, en que tots es posen vermells a mesura que ens hi acostem.
La recepció crítica severa de la Sisena Simfonia, així com de tot el seu cos de treball, també es pot atribuir a la recepció crítica de Bruckner com a persona. Era un catòlic devot amb un fervor religiós que sovint tenia un efecte negatiu en aquells que coneixia. Un dels seus alumnes, Franz Schalk, va comentar que era l'època del liberalisme moral i espiritual... però també en la qual ell [Bruckner] s'introduïa... amb el seu concepte medieval i monàstic de la humanitat i la vida.
Independentment de les crítiques, tant musicals com personals, hi va haver qui va intentar trobar la bellesa a la Sisena Simfonia de Bruckner. Donald Tovey va escriure: "... si un aclareix la ment, no només dels prejudicis sinó dels punts de vista equivocats, i tracta la Sisena Simfonia de Bruckner com una mena de música que no hem escoltat abans, no hi ha dubte que la seva gran qualitat ens colpejarà a cada moment".  Altres encara s'admiren de la raresa de les interpretacions de la Sisena Simfonia, citant el seu caràcter brillant i clau i la seva gran quantitat de temes tendres i memorables com a motius per a una acceptació més àmplia.
Carl Hruby va escriure que Bruckner va dir una vegada que si parlés a Beethoven sobre les males crítiques, Beethoven diria: "Estimat Bruckner, no us molesteu per això. No va ser millor per a mi, I els mateixos senyors que em fan servir com a pal per colpejar-te encara no entenen els meus últims quartets, per molt que ho intentin aparentar". En dir això, Bruckner va reconèixer les seves males crítiques i va mantenir l'esperança que les seves pròpies composicions podrien obtenir algun dia el mateix tipus de reacció positiva que la música de Beethoven va rebre dels seus contemporanis.

## Historial d'actuacions i enregistraments
La primera interpretació de la Simfonia núm. 6 de Bruckner va ser per la Filharmònica de Viena dirigida per Wilhelm Jahn l'11 de febrer de 1883, la qual cosa la va convertir en l'única interpretació de la peça que Bruckner va escoltar en vida. Tanmateix, només es van realitzar els dos moviments mitjans. La primera interpretació completa de la Sisena Simfonia es va produir l'any 1899 dirigida per Gustav Mahler que va fer canvis substancials a la partitura. La primera interpretació completa de la partitura original va tenir lloc a Stuttgart l'any 1901, dirigida per Karl Pohlig. Des d'aquella primera interpretació completa, la Sisena Simfonia ha passat a formar part del repertori simfònic, però és la menys interpretada de les simfonies de Bruckner, sense superar mai el seu estatus original de "fillastre" simfònic.
L'actuació gravada més antiga que es conserva és la de Wilhelm Furtwängler dirigint la Filharmònica de Berlín el 1943; tanmateix, falta el primer moviment. L'actuació completa registrada més antiga que es conserva és de Georg Ludwig Jochum amb la Bruckner Orchestra Linz de 1944. El primer enregistrament comercial és de 1950 i compta amb Henry Swoboda i l'⁣Orquestra Simfònica de Viena.

## Discografia seleccionada
- Joseph Keilberth i la Filharmònica de Berlín 1963 Telefunken
- Otto Klemperer i New Philharmonia Orchestra 2003 EMI Records Ltd (gravat el novembre de 1964)
- Eugen Jochum i Symphonie-Orchester des Bayerischen Rundfunks 1966 Deutsche Grammophon
- William Steinberg i Boston Symphony Orchestra 1972 RCA
- Horst Stein i l'Orquestra Filharmònica de Viena 1974 Decca
- Daniel Barenboim i Chicago Symphony Orchestra 1977 Deutsche Grammophon
- Herbert von Karajan i Berliner Philharmoniker 1979 Deutsche Grammophon
- Georg Solti i l'Orquestra Simfònica de Chicago 1979 Decca
- Wolfgang Sawallisch i Bayerisches Staatsorchester 1982 Orfeo
- Ferdinand Leitner i SWR Sinfonieorchester Baden-Baden und Freiburg 1982 Hänssler Classic
- Riccardo Muti i Berliner Philharmoniker 1988 EMI
- Eliahu Inbal i Radio-Sinfonie-Orchester Frankfurt 1989 Teldec
- Herbert Blomstedt i l'Orquestra Simfònica de San Francisco 1990 Londres
- Jesús López-Cobos i Orquestra Simfònica de Cincinnati 1991 Telarc
- Bernard Haitink i Royal Concertgebouw Orchestra 1994 Universal International Music BV
- Christoph von Dohnányi i la Cleveland Orchestra 1994 Londres
- Gunter Wand i NDR-Sinfonieorchester 1996 RCA Victor
- Eugen Jochum i Staatskapelle Dresden 1998 EMI Records Ltd.
- Lorin Maazel i Bavarian Radio Symphony Orchestra 1999 Bavarian Radio Set
- Sergiu Celibidache i Münchner Philharmoniker 1999 EMI Records, Ltd.
- Riccardo Chailly i Orquestra Reial del Concertgebouw 1999 Decca
- Christoph Eschenbach i Houston Symphony Orchestra 2000 Koch Int.
- Eugen Jochum i Staatskapelle Dresden 2000 EMI Records Ltd.
- Colin Davis i London Symphony Orchestra 2002 London Symphony Orchestra Ltd.
- Michael Gielen i SWR Sinfonieorchester Baden-Baden und Freiburg 2002 Hänssler Classic
- Eugen Jochum i Berliner Philharmoniker 2002 Deutsche Grammophon
- Kurt Masur i Gewandhausorchester Leipzig 2004 BMG Music
- Kent Nagano i Deutsches-Symphonie-Orchester Berlín 2005 Harmonia Mundi
- Bernard Haitink i Staatskapelle Dresden 2006 Profil
- Andrew Delfs i Milwaukee Symphony Orchestra 2007 Milwaukee Symphony Orchestra
- Roberto Paternostro i Wurttembergische Philharmonie 2007 Bella Musica
- Roger Norrington i Radio-Sinfonieorchester Stuttgart des SWR 2008 Hänssler Classic
- Guennadi Rojdéstvenski i Orquestra Simfònica del Ministeri de Cultura de l'URSS 2008 SLG, LLC
- Hans Zanotelli i "Süddeutsche Philharmonie" 2008 SLG, LLC. Nota: La "Süddeutsche Philharmonie" és el grup referit anteriorment com a "South Germany Philharmonic" i "Hans Zanotelli" (el nom d'un director real) és un altre pseudònim utilitzat en els discos d'Alfred Scholz (vegeu més amunt).
- Herbert Blomstedt i Gewandhausorchester Leipzig 2009 Questand
- Daniel Barenboim i Staatskapelle Berlin 2014 ACCENTUS Music, ACC202176
- Mariss Jansons i Orquestra Reial del Concertgebouw 2015 RCO Live
- Simone Young i Hamburg Philharmonic, 2015 Oehms